# Manurhin MR73
A Manurhin MR73 francia gyártmányú revolver, a francia rendőrség és katonaság különleges szolgálata használja.